# الحيوان الاجتماعي (إليوت أرونسون)
الحيوان الاجتماعي (بالإنجليزية: The social animal)‏ هو كتاب حاصل علي ميدالية جمعية علم النفس الأمريكية لعالم النفس إليوت أرونسون عن علم الاجتماع. نشر الكتاب مبدأيًا في عام 1972، والآن هو في النسخة الثانية عشر. مكتوبًا بأسلوب مناسب للعامة، يغطي الكتاب أحدث ما يعلمه علم النفس المعاصر عن أسباب بعضًا من أهم الأوجه للسلوك البشري.

## المحتوي
يبدأ أرونسون كتابه بالاستشهاد بعدًد من السيناريوهات الواقعية والمبنية علي أحداث واقعية — ردة فعل علي إطلاق نار ولاية كنت، اختبارات سجن ستانفورد، ومن ضمنهم طفل ذو أربع سنوات أعطي طبول — والذين يمثلون عدة من السلوكيات البشرية التي تحدث بأرض الواقع. يتمحور باقي الكتاب حول شرح كيفية عمل العقول البشرية وتعاملها مع بعضها البعض، باستخدام هذه السيناريوهات كأمثلة. يغطي الكتاب مواضيع تشمل الأسباب وراء الإجحاف، العدوانية، والتنافر المعرفي.
أثناء شرحه لأسباب تصرف الناس بطرق غير اعتيادية، يستشهد أرونسون بقانونه الأول :

## أسلوب واستخدام طريقة الاختبار
بصفته عالم، يميل أرونسون إلي أهمية الدراسة التجريبية في علم النفس. لذلك فشرح الحيوان الاجتماعي للسلوكيات البشرية مدعم بشكل هائل باقتباسات من دراسات اجريت من باحثي علم النفس. عبر الكتاب، يعتد أرونسون علي استخدام التجارب المحكمة لتوثيق الملاحظات.

## وصلات خارجية
- Elliot Aronson - Social Psychology Network